# 高田晋作
高田 晋作（たかだ しんさく、1978年1月27日 - ）は、日本の元ラグビー選手。

## プロフィール
- 東京都出身[1]。
- 現役時代のポジションはロック(LO)[2]。

## 来歴
中学からラグビーを始めた。
1996年、國學院久我山高校卒業後、慶應義塾大学に入学。
1999年、慶應義塾體育會蹴球部の主将に就任。慶應義塾大学14年ぶりの大学選手権優勝に貢献。
2000年、慶應義塾大学卒業後、NHKに入局。
2005年、三菱地所に入社。